# Octavio Cuartero Cifuentes
Octavio Cuartero Cifuentes (Villarrobledo, 14 de febrero de 1855 - Madrid, 21 de febrero de 1913) fue un escritor, juez y político español. Enormemente avanzado para su época, representó a España en diferentes foros internacionales defendiendo los derechos de los trabajadores y la igualdad de derechos y oportunidades para hombres y mujeres.

## Biografía
En su biografía y en múltiples referencias posteriores se coincide en comparar y contraponer su menguada estatura con su enorme talento. Octavio Cuartero nació en Villarrobledo, Albacete, en 1855. A los dieciocho años era abogado en ejercicio; más tarde se doctoró en Derecho Civil y Canónico y fue miembro de la Real Academia de Jurisprudencia y Legislación. Dedicado también al periodismo, dirigió La Democracia de Albacete y publicó algunos artículos en este y otros periódicos madrileños.
Comenzó su carrera política tras ser elegido diputado a Cortes; posteriormente fue director general de Agricultura, Industria y Comercio en Albacete. Tras dejar la política, ingresó como abogado fiscal en el Tribunal Supremo, donde llegó a ser teniente fiscal y magistrado. Murió en febrero de 1913. El 2 de abril de ese mismo año se decidió dar su nombre a una calle de la ciudad de Albacete. Posteriormente, en su ciudad natal, se fundó un instituto de educación secundaria que conserva su nombre. El filósofo y escritor villarrobletano Ventura Chumillas, amigo personal de Don Octavio, publicó en 1917 una biografía sobre él titulada Un manchego ilustre. Estudio Crítico Biográfico del Excelentísimo Señor Don Octavio Cuartero y Cifuentes
Como tributo a tan insigne personaje, la Cooperativa Vinícola de Villarrobledo le ha dedicado uno de sus vinos, qué como no podía ser de otra manera, se llama Don Octavio.

## Obra
- Borradores y apuntes (1885)
- Polos Opuestos (1885)
- Celajes de Otoño (1909)